# درب أستانة خالد بن علي (شيروان)
درب أستانة خالد بن علي (بالفارسية: درب آستانه خالد بن علی) هي مستوطنة تقع في إيران في قسم شیروان الريفي. يقدر عدد سكانها بـ 603 نسمة .